# Mistrovství světa v zápasu ve volném stylu 2010
Mistrovství světa v zápase ve volném stylu se uskutečnilo v Moskvě od 6. do 12. září 2010. 

## Výsledky

### Volný styl muži
| Kategorie | Zlato           | Stříbro             | Bronz             | Bronz               |
| --------- | --------------- | ------------------- | ----------------- | ------------------- |
| 55 kg     | Viktor Lebeděv  | Togrul Asgarov      | Frank Chamizo     | Yasuhiro Inaba      |
| 60 kg     | Besik Kuduchov  | Vasyl Fedoryšyn     | Morad Mohammadí   | Zəlimxan Hüseynov   |
| 66 kg     | Sušíl Kumár     | Alan Gogajev        | Džabrajil Hasanov | Geandry Garzón      |
| 74 kg     | Děnis Carguš    | Sádeg Gúdarzí       | Gábor Hatos       | Abdulchakim Šapijev |
| 84 kg     | Michail Ganev   | Zaurbek Sochijev    | Soslan Kcojev     | Reineris Salas      |
| 96 kg     | Chetag Gozjumov | Chadžimurat Gacalov | Ruslan Šejchov    | Giorgi Gogšelidze   |
| 120 kg    | Bilal Machov    | Artur Tajmazov      | Levan Berijanidze | Janis Arzumanidis   |

### Volný styl ženy
| Kategorie | Zlato                   | Stříbro            | Bronz               | Bronz               |
| --------- | ----------------------- | ------------------ | ------------------- | ------------------- |
| 48 kg     | Hitomi Sakamotová       | Lorisa Ooržaková   | Zhao Shasha         | Carol Huynh         |
| 51 kg     | Oleksandra Kohut        | Yu Horiuchi        | Sofia Mattssonová   | Zamira Rachmanovová |
| 55 kg     | Saori Jošidaová         | Yuliya Ratkeviçová | Anna Gomis          | Tatiana Padilla     |
| 59 kg     | Soronzonboldyn Batceceg | Zhang Lan          | Ayako Shoda         | Johanna Mattsson    |
| 63 kg     | Kaori Ičová             | Elena Pirozhkova   | Henna Johansson     | Lubov Volosova      |
| 67 kg     | Martine Dugrenier       | Jelena Šalyginová  | Ifeoma Iheanacho    | Alla Cherkasova     |
| 72 kg     | Stanka Zlatevová        | Ohenewa Akuffo     | Jekatěrina Bukinová | Kyoko Hamaguchi     |

## Týmové hodnocení
| Pořadí | Muži volný styl | Muži volný styl | Ženy volný styl | Ženy volný styl |
| Pořadí | Tým             | Body            | Tým             | Body            |
| ------ | --------------- | --------------- | --------------- | --------------- |
| 1      | Rusko           | 66              | Japonsko        | 61              |
| 2      | Ázerbájdžán     | 42              | Rusko           | 39              |
| 3      | Kuba            | 38              | Kanada          | 36              |
| 4      | Írán            | 27              | Švédsko         | 30              |
| 5      | Gruzie          | 21              | USA             | 28              |
| 6      | Bulharsko       | 18              | Kazachstán      | 24              |
| 7      | Uzbekistán      | 18              | Čína            | 23              |
| 8      | Ukrajina        | 18              | Mongolsko       | 22              |
| 9      | Kazachstán      | 15              | Ázerbájdžán     | 22              |
| 10     | Maďarsko        | 14              | Ukrajina        | 21              |